# Helina luteola
Helina luteola este o specie de muște din genul Helina, familia Muscidae, descrisă de Albuquerque în anul 1956. Conform Catalogue of Life specia Helina luteola nu are subspecii cunoscute.